# Alpenglöckchenähnliches Winterblatt
Das Alpenglöckchenähnliche Winterblatt oder Gefranste Winterblatt (Shortia soldanelloides) ist eine Pflanzenart aus der Gattung Shortia in der Familie der Diapensiaceae.

## Merkmale

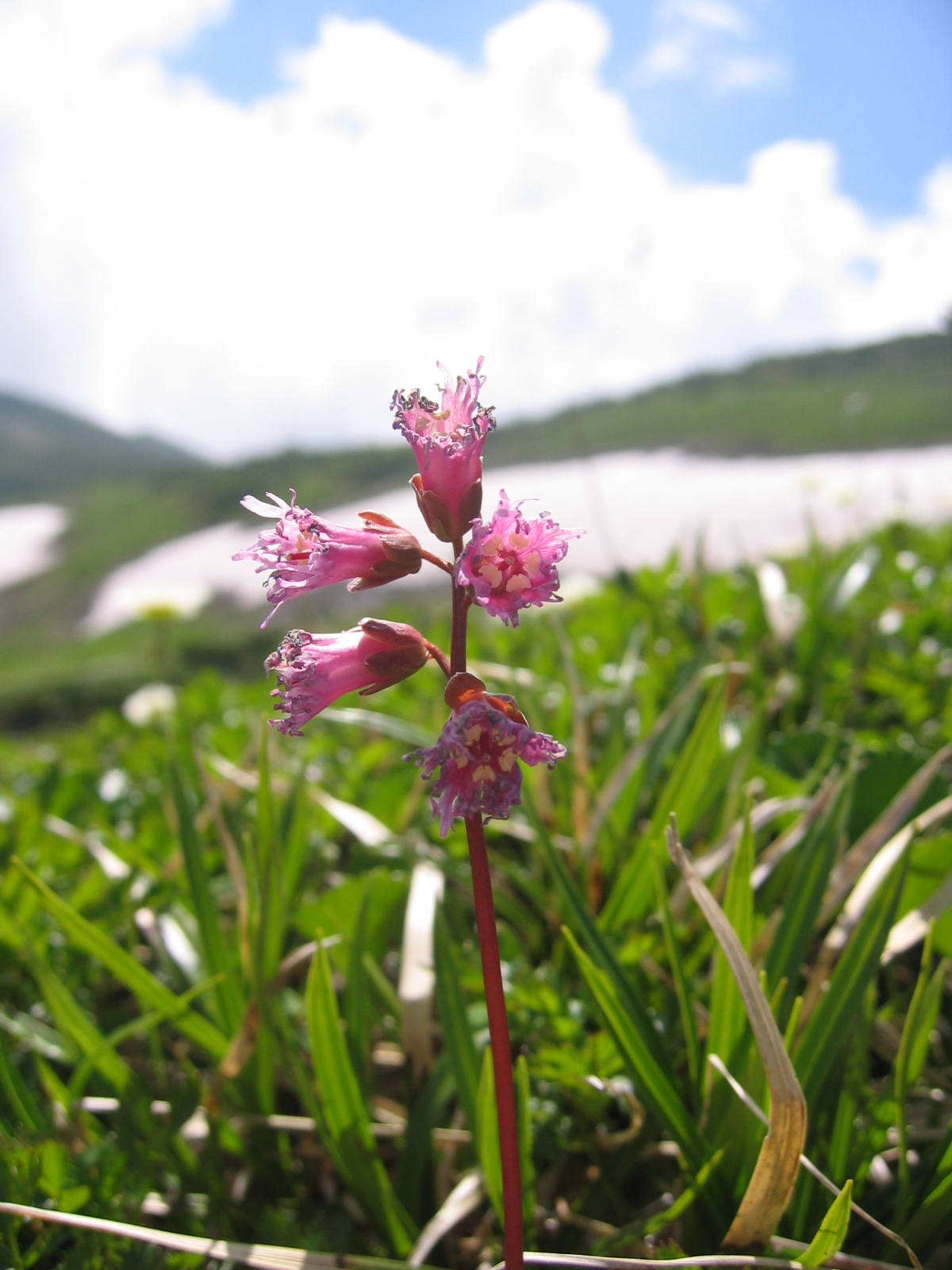
Alpenglöckchenähnliches Winterblatt (Shortia soldanelloides)

Das Alpenglöckchenähnliche Winterblatt ist eine immergrüne, ausdauernde, krautige Pflanze. Die Blattspreite ist 0,6 bis 12 Zentimeter lang und breit, ei- oder kreisförmig und am Grund oft herzförmig. Der Blütenstand ist endständig und 2- bis 12-blütig. Die Kronzipfel sind zerschlitzt und rosa oder weiß gefärbt. Die sterilen Staubblätter sind linealisch.
Die Blütezeit reicht von März bis April.
Die Chromosomenzahl beträgt 2n = 12.

## Vorkommen
Das Alpenglöckchenähnliche Winterblatt kommt in Japan in Süd-Hokkaido, Honshu, Shikoku und Kyushu an trockenen, steinigen Orten in Höhenlagen von 200 bis 2000 Meter vor.

## Taxonomie
Ein Synonym für Shortia soldanelloides (Siebold & Zucc.) Makino ist Schizocodon soldanelloides Siebold & Zucc.

## Nutzung
Das Alpenglöckchenähnliche Winterblatt wird selten als Zierpflanze für Alpinenhäuser genutzt. Die Art ist seit spätestens 1982 in Kultur.